# Blackfellow Falls
Blackfellow Falls är ett vattenfall i Australien. Det ligger i delstaten Queensland, omkring 86 kilometer söder om delstatshuvudstaden Brisbane. Blackfellow Falls ligger 728 meter över havet.
Närmaste större samhälle är Murwillumbah, omkring 17 kilometer sydost om Blackfellow Falls. 
I omgivningarna runt Blackfellow Falls växer i huvudsak städsegrön lövskog. Runt Blackfellow Falls är det ganska glesbefolkat, med 24 invånare per kvadratkilometer. Genomsnittlig årsnederbörd är 1 801 millimeter. Den regnigaste månaden är januari, med i genomsnitt 320 mm nederbörd, och den torraste är oktober, med 41 mm nederbörd.